# Erbschaftsteuer in Portugal
Im Jahre 2003 wurde in Portugal das Erbschafts- und Schenkungsteuergesetz (Imposto sobre as Sucessões e Doações) mit Wirkung ab dem 1. Januar 2004 abgeschafft. Gleichzeitig wurde das bestehende Stempelsteuergesetz (Código do Imposto de Selo, CIS) um den Tatbestand der unentgeltlichen Vermögensverfügungen erweitert, das nunmehr einzige Grundlage für die Besteuerung von unentgeltlichen Erwerben im Todesfall oder durch Schenkungen ist.

## Stempelsteuer
Die Stempelsteuer hat in Portugal eine lange Tradition und wird auf die verschiedensten Rechtsvorfälle des täglichen Lebens erhoben, wie auf Urkunden, Verträge, Finanzierungen, Spiele, die alle in einer allgemeinen Tabelle mit dem jeweils zur Anwendung kommenden Satz erfasst sind. Dieser kann von 0,05 % bis 25 % betragen, teilweise sind auch feste Euro-Beträge angeführt. Diesen Rechtsvorfällen wurden nunmehr auch die unentgeltlichen Verfügungen von Todes wegen oder durch Schenkungen zugeordnet.

## Unentgeltlicher Erwerb
Erwerbe von Todes wegen oder Schenkungen unterliegen einer Stempelsteuer von 10 %. Hierunter fallen nur Übertragungsvorgänge, die sich auf in Portugal gelegene Güter (bens) beziehen (Art. 4 CIS). Die zu diesen Gütern gehörenden Gegenstände sind in Art. 1 Nr. 3 CIS einzeln aufgeführt und umfassen neben Grundstücken und Gebäuden bewegliche Sachen nur dann, wenn sie in öffentlichen Registern eingetragen sind (Kraftfahrzeuge sind in Portugal in einem Fahrzeugregister eingetragen). Weiterhin gehören zu den Gütern: Beteiligungs- und Finanzvermögen, Gesellschaftsanteile, Betriebe, immaterielle Güterrechte und Ähnliches. Nach der Art der Steuer erstreckt sie sich nicht auf ausländisches Vermögen.

## Befreiungen
Rechtsvorgänge zwischen Ehegatten oder Partnern, die seit mehr als zwei Jahren tatsächlich zusammenleben (in sogenannter união de facto – faktischer Gemeinschaft, gleich ob unterschiedlichen oder gleichen Geschlechts) sowie mit Abkömmlingen (Kinder, Enkel usw.) und Verwandten der aufsteigenden Linie (Eltern, Großeltern usw.) sind von der Stempelsteuer grundsätzlich befreit (Art. 6 lit. 3 CIS). Hieraus folgt, dass bei erb- oder schenkungsrechtlichen Übertragungen zwischen Mitgliedern des genannten Personenkreises die Stempelsteuer von 10 % nicht erhoben wird. Andere Verwandte wie auch Dritte sind stempelsteuerpflichtig.

## Abwicklung
Die Stempelsteuer ist im Erbfall vom Nachlassverwalter (Cabeça-de-Casal, wörtlich übersetzt Haushaltsvorstand, von manchen auch mit Erbwalter übersetzt) für den gesamten Nachlass geschuldet. Wer Cabeça de Casal ist, regelt das Gesetz: zuerst der überlebende Ehegatte, dann ein eingesetzter Testamentsvollstrecker, die gesetzlichen Erben, die testamentarischen Erben, innerhalb einer Gruppe der dem Erblasser Nächststehende, ansonsten der Älteste (Art. 2080 Código Civil). Der Nachlassverwalter und jeder Begünstigte ist verpflichtet, dem zuständigen Finanzamt den Tod anzuzeigen und dabei die formularmäßig bestimmten Angaben zu machen (was heute bereits online möglich ist). Die Anzeige hat bis zum Ende des dritten auf den Erbfall oder die Übertragung folgenden Monat zu erfolgen. Die Steuer verjährt in acht Jahren ab dem Zeitpunkt des Erbfalls oder der Übertragung. Für ihre Zahlung wird ab einem Gesamtbetrag von 1000 Euro grundsätzlich die Zahlung bis zu zehn Monatsraten bewilligt.

## Anzeigepflicht bei Schenkungen
Nachträglich wurde für Schenkungen über 500 Euro für alle, also auch für den an sich von der Stempelsteuer befreiten Personenkreis, eine Anzeigepflicht eingeführt. Hintergrund war die Umgehung der portugiesischen Wertsteigerungssteuer bei Grundstücken. Nachdem jeder Eigentumswechsel nach portugiesischem Recht eine neue Bewertung des Grundstücks zu Steuerzwecken auslöst, spielte sich recht schnell nach der Aufhebung der Schenkungsteuer die Praxis ein, dass vor dem beabsichtigten Verkauf eines Grundstücks der Eigentümer das Grundstück einem von der Stempelsteuer befreiten nahen Angehörigen schenkte. Aufgrund dieses Rechtsvorgangs wurde das Grundstück nunmehr von den Finanzämtern zeitnah bewertet. Bei dem dann folgenden Verkauf des Grundstücks an den Dritten durch den beschenkten Erwerber berechnet sich die Wertsteigerungssteuer nach der Differenz des Kaufpreises und des neuen zeitnahen steuerlichen Grundstückswertes, so dass sich eine zu besteuernde Wertsteigerung kaum einstellte. Um diese Gestaltung einzudämmen, wurden eine allgemeine Anzeigepflicht für Schenkungen aller Art sowie eine Haltefrist von zwei Jahren bei Grundstücksschenkungen eingeführt.

## Anrechnung auf die deutsche Erbschaftssteuer
Zu einer doppelten steuerlichen Belastung kann es wegen des Territorialitätsgrundsatzes der portugiesischen Stempelsteuer nur in dem Fall kommen, wenn der Erwerber der allgemeinen deutschen Steuerpflicht unterliegt und auch in Deutschland die in Portugal befindlichen von Todes wegen erworbenen Gegenstände erbschaftsteuerrechtlich versteuern muss. § 21 ErbStG sieht vor, dass eine im Ausland für dort befindliches Vermögen gezahlte ausländische Steuer, die der deutschen Erbschaftsteuer entspricht, auf die für denselben Erwerb anfallende deutsche Erbschaftsteuer angerechnet werden kann. Dabei ist vom Anlass der ausländischen Steuererhebung auszugehen, der auch bei der portugiesischen Stempelsteuer insoweit vom Tod des Erblassers und dem Übergang dessen Vermögens auf den Erben ausgelöst wird, so dass die Steuer trotz des unterschiedlichen Gesamtzusammenhangs vergleichbar ist.

## Ausblick
Seit der Abschaffung der Erbschaft- und Schenkungsteuer wird auf politischer Ebene immer wieder deren Wiedereinführung diskutiert und auch gefordert, so dass deren Aufhebung noch nicht zur normalen politischen Realität werden konnte.